# إميليانو فيفيانو
إميليانو فيفيانو (بالإيطالية: Emiliano Viviano) (مواليد 1 ديسمبر 1985 في فلورنسا - إيطاليا) لاعب كرة قدم إيطالي يلعب حاليا لصالح نادي الدرجة الأولى نادي فيورنتينا الإيطالي منذ 2012 في مركز حارس مرمى قادماً من نادي باليرمو.

## بداياته في شباب فيورنتينا ونادي بريشيا
بدايته كانت في شباب فيورنتينا، وانتقل إلى بريشيا قادماً من ناديه الذي يشجعه فيورنتينا، (بعد فشل نادي فيورنتينا في الحفاظ عليه في صيف عام 2002). بعد سنتين في شباب بريشيا، تم إعارته في موسم 2004-2005 لتشيزينا في دوري الدرجة الثانية الإيطالية. ولعب لأول مرة بين المحترفين في 11 سبتمبر 2004، حينها كان عمره 18 سنة، عندما دخل في الشوط الثاني في مباراة تشيزينا ضد تريستينا (1-0) بعد طرد حارس المرمى جيوفاني إنديفيري. وفي نهاية الموسم أصبح مجموع مشاركاته في الدوري 13 مباراة.
وفي العام التالي عاد إلى بريشيا الذي هبط حينها للتو إلى دوري الدرجة الثانية الإيطالية وتمكن من لعب 14 مباراة، ليحل محل الحارس المصاب فيديريكو أيلياردي. وأصبح أساسي في موسم 2006-2007.ولعب 40 مباراة في الدوري. أصبح أساسي بفضل المدرب سيرسي كوسمي الذي لديه علاقة كبيرة معه ، وفي موسم 2008-2009 انهزم فريقه في مباراة النهائية الفاصلة للتأهل إلى الدرجة الأولى الإيطالية. وفي فبراير 2009 إنتر ميلان اشترى نصف بطاقته من بريشيا بـ 3.5 مليون يورو.

## بولونيا، جنوى، إنتر ميلان
وفي 26 يونيو 2009 كان بطاقته بين انتر ميلان وبريشيا، وفي 13 يوليو 2009 اشترت بولونيا نصف بطاقته من بريشيا بحوالي مليوني يورو بالإضافة إلى إعارة فرانشيسكو ديلا روكا إلى بريشيا، أي أصبح مجموع الصفقة 3,5 مليون يورو، وهو أعلى رقم يتم دفع من قبل نادي بولونيا حتى ذلك الحين. وفي 22 أغسطس 2009 لعب أول مباراة له في دوري الدرجة الأولى الإيطالية كانت بين بولونيا ضد فيورنتينا التي انتهت (1-1) بعمر 23 سنة. وكان هو الحارس الأساسي بالفريق ولعب 34 مباراة في أول موسم له في دوري الدرجة الأولى الإيطالية. وفي 10 يونيو 2010 تم تجديد بطاقته المشتركة بين بولونيا وإنتر ميلان لموسم آخر.
وفي صيف 2011 أصبح بشكل كامل لنادي إنتر ميلان ونفس الصيف اشترى نادي جنوى على نصف بطاقته من نادي إنتر ميلان وأصبحت بطاقته بذلك بين إنتر ميلان وجنوى.

## باليرمو
في صيف 2011 اشترى باليرمو نصف بطاقته من نادي جنوى وأصبح في موسم 2011/2012 في إنتر ميلان لكن لم يلعب أي مباراة معهم بسبب إصابته برباط صليبي أثناء استعدادات إنتر ميلان للموسم الجديد، وفي يناير 2012 ذهب إلى نادي باليرمو الذي يمتلك نصف بطاقة حارس المرمى ولعب معهم في 20 مباراة في الدوري.

## المنتخب الإيطالي
في 6 أغسطس 2010 استدعي لأول مرة مع المنتخب الإيطالي الأول من قبل مدرب الجديد تشيزاري برانديلي، للمشاركة في المباراة الودية ضد ساحل العاج في 10 أغسطس. وأول مباراة يلعب فيها مع المنتخب كان بعمر 24 سنة في تاريخ 7 سبتمبر 2010، ولعب أساسي في مباراة التي جمعت إيطاليا ضد جزر فارو (5-0) في فلورنسا في تصفيات المؤهلة لبطولة يورو 2012. ولعب أيضا مباراتان ضد أيرلندا الشمالية في أكتوبر 2011 (0-0) وصربيا (أساسي في أول ستة دقائق من المباراة قبل أن يتوقف اللعب).

## روابط خارجية
- إميليانو فيفيانو على موقع الاتحاد الدولي (مؤرشف)  (الإنجليزية)
- إميليانو فيفيانو على موقع الاتحاد الأوربي (الإنجليزية)
- إميليانو فيفيانو على موقع اتحاد تركيا (لاعب) (الإنجليزية)
- إميليانو فيفيانو على موقع قاعدة بيانات كرة القدم.إي يو (الإنجليزية)
- إميليانو فيفيانو على موقع بيانات كرة القدم. دي إي (الألمانية)
- إميليانو فيفيانو على موقع ناشيونال فوتبول تيمز (الإنجليزية)
- إميليانو فيفيانو على موقع Soccerbase.com (لاعب) (الإنجليزية)
- إميليانو فيفيانو على موقع Soccerway.com (الإنجليزية)
- إميليانو فيفيانو على موقع عالم كرة القدم.نت (الإنجليزية)
- إميليانو فيفيانو على موقع أوليمبيديا (الإنجليزية)